# 米科拉伊夫卡 (盧布尼區)
49°38′53″N 33°26′37″E / 49.64806°N 33.44361°E
米科拉伊夫卡（烏克蘭語：Миколаївка），是烏克蘭的村落，位於該國中部波爾塔瓦州，由盧布尼區的霍羅爾市鎮負責管轄，分別距離布里加季里夫卡0.5公里和謝列季涅1.5公里，海拔高度104米，2001年人口58人。